# Камнев, Георгий Петрович
Гео́ргий Петро́вич Ка́мнев (род. 5 октября 1983, Сердобск, Пензенская область, СССР), российский политический деятель. Депутат Государственной Думы VIII созыва. Первый секретарь пензенского регионального отделения КПРФ(с 2011 по 2021 год). Член Президиума Центрального комитета КПРФ (с 2017 года).
Находится под персональными международными санкциями 27 стран ЕС, Великобритании, США, Канады, Швейцарии, Австралии, Японии, Украины, Новой Зеландии.

## Образование
Родился 05 октября 1983 года в городе Сердобск Пензенской области в семье работников Сердобского часового завода. В 2005 году с отличием окончил юридический факультет ПГПУ имени В. Г. Белинского, затем продолжил обучение в аспирантуре.. В 2005 году стал лауреатом областного конкурса «Молодой юрист года». В 2008 году окончил юридическую аспирантуру. Неоднократный участник и победитель Всероссийских и международных конкурсов и конференций учёных-юристов. Направление научной деятельности — проблемы формирования и деятельности органов местного самоуправления.

## Карьера
В 2001 году вступил в ряды КПРФ.
С 2002 по 2006 годы — помощник депутата Пензенской городской думы.
С 2004 по 2009 годы — член избирательной комиссии города Пензы с правом решающего голоса, секретарь комиссии.
В 2005—2006 годах работал директором пензенского представительства страхового ЗАО «Стандарт-Резерв».
С 2006 по 2008 годы трудился в ООО «Энергосервисная компания».
С 2006 по 2007 годы — председатель молодёжного совета при Пензенской городской думе.
С 2006 по 2009 годы возглавлял областную организацию СКМ РФ.
С 2006 по 2011 годы — помощник депутата Государственной думы России Виктора Илюхина.
С 2008 по 2010 годы работал на различных должностях в компаниях холдинга «СКМ Групп».
В 2010 году основал и возглавил юридическую фирму «Юрекс Групп», специализирующуюся на предоставлении юридических услуг в сфере ЖКХ.
На выборах в Государственную думу Федерального Собрания РФ VII созыва (2016 год) баллотировался по 146 Пензенскому одномандатному избирательному округу, Пензенская область, а также входил в федеральный список от КПРФ.
Имеет 9 опубликованных научных работ. Неоднократный участник и победитель Всероссийских и международных конкурсов и конференций учёных-юристов.

## Политическая деятельность
С 2004 по 2011 годы — помощник депутата Государственной Думы В. И. Илюхина.
В 2005—2009 г. первый секретарь Пензенского обкома комсомола.
С 2006 по 2008 годы — Председатель Молодёжного совета при Пензенской городской Думе.
С 2006—2011 г. секретарь Пензенского обкома КПРФ.
С 2011 по 2021 год первый секретарь Пензенского обкома КПРФ.
На момент избрания на должность Первого секретаря пензенского областного комитета КПРФ 21 мая 2011 года Георгий Камнев был самым молодым Первым секретарем обкома КПРФ в России.

24 декабря 2011 года решением пленума областного комитета КПРФ Георгий Камнев заменил в Законодательном Собрании Пензенской области IV созыва ушедшего в Государственную Думу депутата от КПРФ Владимира Симагина.
14 октября 2012 года избран депутатом Законодательного Собрания V созыва от Пензенского регионального отделения партии «Коммунистическая партия Российской Федерации».. Партийный список КПРФ набрал 12,52 % голосов, в Законодательное Собрание прошло два депутата от КПРФ, Георгий Камнев и Андрей Зуев.. Является заместителем председателя комитета по государственному строительству и органам местного самоуправления в Законодательном Собрании Пензенской области.
С 24 февраля 2013 года член ЦК КПРФ.
После окончания XVII съезда КПРФ 27 мая 2017 года избран членом Президиума ЦК КПРФ.
19 сентября 2021 года избран Депутатом Государственной Думы Федерального Собрания Российской Федерации VIII созыва.
30 сентября 2021 года сложил с себя полномочия первого секретаря Пензенского обкома КПРФ. Новым первым секретарем избран 31-летний директор пензенской школы № 58 им. Г. В. Мясникова Дмитрий Олегович Филяев.
Георгий Камнев является сторонником предоставления гражданам РФ право на ношение огнестрельного оружия. По его словам такое право повысит качество работы органов государственной власти.

### Митинги за честные выборы
В конце 2011 года — начале 2012 Георгий Камнев организовал в Пензе серию митингов несогласных под лозунгом «За честные выборы!».
Первый митинг прошел 10 декабря, в нём по оценке организаторов приняло участие более 600 человек.
Второй митинг состоялся 24 декабря и собрал около 500 участников..
Третий митинг прошел 4 февраля, в нём приняло участие более 300 пензенцев,
Четвёртый митинг состоялся 10 марта и собрал более 100 человек.
В мае 2012 года в отношении Георгия Камнева было начато преследование, в его офисе компании где он работал были произведены обыски, а на пресс-секретаря Пензенского обкома КПРФ Павла Барабанщикова было совершено нападение. По мнению представителей КПРФ это была месть за активное участие в региональной политике. Такого же мнения придерживается и координатор пензенского отделения Левого Фронта Сергей Падалкин, представители МВД опровергают это утверждение

### Установка памятника И. В. Сталину
Федеральную известность получил после ряда инициатив связанных с пропагандой идей и личности Иосифа Сталина.
15 июля 2011 года в Пензе, у здания обкома КПРФ на улице Дарвина по инициативе Г. П. Камнева был установлен памятник И. В. Сталину и состоялся митинг по поводу этого события.
В сентябре 2015 года памятник был перенесен в центр города к новому зданию обкома партии.. Перенос и установка памятника И. В. Сталину вызвали большой общественный резонанс. Лидер партии Яблоко Сергей Митрохин написал несколько обращений в прокуратуру и Главе города Пензы о недопустимости установки памятника на новом месте, а после установки настаивал на его сносе.
Демократической общественностью города по инициативе газеты «Пензенская Правда» было собрано 600 подписей против установки памятника.

### Сталинский центр
21 ноября 2015 года Георгий Камнев открыл в помещении пензенского областного комитета КПРФ по адресу ул. Кирова 24 «б» «Сталинский центр». Задачи этого центра Г. П. Камнев определил следующим образом:
Мы объявили следующий 2016 год, годом Сталина в Пензенской области. На каждый месяц года у нас запланирован старт того или иного проекта. Среди направлений этой работы — открытие научного центра, присуждение сталинских стипендий студентам-историкам, проведение сталинских чтений с приглашением известных публицистов и писателей, размещение портретов Сталина на бортах общественного транспорта, организация экскурсий по теме «сталинская архитектура Пензы», книжный фестиваль «Книги о Сталине» и встречи с авторами, кинолекторий, выпуск сталинского сборника, сталинский призыв в партию и многое другое. 
Событие имело широкий резонанс в местной, федеральной и зарубежной прессе.

## Международные санкции
Из-за поддержки российской агрессии и нарушения территориальной целостности Украины во время российско-украинской войны находится под персональными международными санкциями разных стран.
23 февраля 2022 года, из-за признания самопровозглашённых ДНР и ЛНР, включён в санкционный список Евросоюза, так как «поддерживал и проводил действия и политику, которые подрывают территориальную целостность, суверенитет и независимость Украины, которые еще больше дестабилизируют Украину».
24 февраля 2022 года, включён в санкционный список Канады «близких соратников режима» за голосование о признании независимости «так называемых республик в Донецке и Луганске».
24 марта 2022 года, на фоне вторжения России на Украину, включен в санкционный список США за «соучастие в войне Путина» и «поддержку усилий Кремля по вторжению в Украину», Госдеп США заявил что депутаты Госдумы используют свои полномочия для преследования инакомыслящих и политических оппонентов, нарушают свободу информации, ограничивают права человека и основные свободы граждан России.
По аналогичным основаниям с 11 марта 2022 года находится под санкциями Великобритании. С 25 февраля 2022 года находится под санкциями Швейцарии. С 26 февраля 2022 года находится под санкциями Австралии. С 12 апреля 2022 года находится под санкциями Японии. Указом президента Украины Владимира Зеленского от 7 сентября 2022 находится под санкциями Украины. С 3 мая 2022 года находится под санкциями Новой Зеландии.

## Критика
Деятельность Георгия Камнева связанная с открытием и работой Сталинского центра вызвала волну критики со стороны некоторых политиков и журналистов. Например: Владимир Рыжков, Виктор Ерофеев,, Ирина Прохорова, Михаил Барщевский.

## Семья
Георгий Камнев женат. Воспитывает двух дочерей и сына.